# Psectra diptera
Psectra diptera är en insektsart som först beskrevs av Hermann Burmeister 1839.  Psectra diptera ingår i släktet Psectra och familjen florsländor. Arten är reproducerande i Sverige. Inga underarter finns listade i Catalogue of Life.